# Heinrich Kunhardt
Heinrich Kunhardt, auch Kuhnhardt (* 2. Februar 1772 in Osterholz; † 30. März 1844 in Lübeck) war ein deutscher evangelisch-lutherischer Theologe, Klassischer Philologe, Pädagoge und Bibliothekar.

## Leben und Wirken
Kunhardt war der Sohn eines in ärmlichen Verhältnissen lebenden Advokaten. Zunächst zu Hause unterrichtet, besuchte er ab 1777 die St. Petrischule, das Lyceum (einen der Vorgänger des heutigen Alten Gymnasiums) in Bremen, wo er durch Johann David Nicolai gefördert wurde. 1791 immatrikulierte er sich zum Studium der Theologie an der Universität Helmstedt. Seine Neigung galt jedoch mehr dem Studium der Philosophie; hier wurde er vor allem durch Gottlob Ernst Schulze geprägt. Schon als Student veröffentlichte Kunhardt erste Abhandlungen in wissenschaftlichen Zeitschriften. 1795 wurde er zum Doktor der Philosophie promoviert und wurde Adjunkt der philosophischen Fakultät. 1797 war er Sekretär der Herzoglich Deutschen Gesellschaft zu Helmstädt.
1798 wurde er zum Subrektor des Katharineums zu Lübeck berufen, womit auch die Leitung der Stadtbibliothek verbunden war, und am 6. Mai 1799 in sein Amt eingeführt. Im Gegensatz zu seinem Vorgänger Friedrich Federau (1755–1840), der gleichzeitig zum Konrektor aufstieg, trat Kunhardt bibliothekarisch jedoch nur wenig in Erscheinung. Das mag auch daran liegen, dass 1801 sein Kollege Johann Hermann von Melle mit der Versetzung in den Ruhestand als Lehrer zum 2. Bibliothekar ernannt wurde und fortan de facto die Bibliotheksgeschäfte führte. Kunhardt beteiligte sich aktiv an der Reform der Schule unter dem Rektorat von Friedrich Daniel Behn. Mit dessen Tod 1804 wurde Kunhardt Konrektor, und 1806 beim Dienstantritt von Direktor Christian Julius Wilhelm Mosche wurde er zum Professor ernannt. Er diente dem Katharineum über 40 Jahre lang unter drei Direktoren.
Neben seinen schulischen Aufgaben war Kunhardt ein sehr produktiver Autor und Vortragender über geschichtliche, philosophische, theologische und philogische Fragen. Er hielt vielbeachtete Vorträge bei der Gesellschaft zur Beförderung gemeinnütziger Tätigkeit und veröffentlichte regelmäßig Beiträge in ihren Lübeckischen Blättern. Seit 1803 war er Mitglied der Lübecker Freimaurerloge Zum Füllhorn; als ihr Redner von 1803 bis 1806 und 1814 sowie ihr Deputierter Meister von 1815 bis 1816 war er „eins der geistig bedeutendsten Mitglieder“ der Loge.
Mit seinem Kollegen Friedrich Herrmann gehörte Kunhardt zu den Wortführern derjenigen Mitglieder des Schulkollegiums, die ab 1806 kritisch gegenüber der französischen Besatzungsmacht eingestellt waren und – wie Kunhardt schrieb – „heisse Gefühle für Ehre und Vaterland hatten laut werden lassen“. Als im März 1813 die Franzosen aus der Stadt abgerückt waren, dichteten Kunhardt und Mosche Abschiedsgesänge an die zur Hanseatischen Legion hinausziehenden Freiwilligen der Stadt. So besang er Lübecks Auferstehung:
„Nun danket alle Gott!" erscholl's von tausend Zungen,

Triumph! der hohe Wurf der Freiheit ist gelungen,

Zerbrochen liegt der Knechtschaft eisern Joch!

Beim goldnen Morgenlicht der ersten Frühlingsstrahlen

Erweckt aus langer Nacht schmachvoller, herber Qualen,

Lobsangen wir dem Herrn, der unser Schicksal wog!

Denn schmetternd, wie dereinst des Weltgerichts Posaunen,

Ertönt der Freiheit Ruf! Mit freudigem Erstaunen

Entrafft aus düsterm Kerker sich der Geist.
Die Franzosen kehrten jedoch noch einmal für einige Monate (Juni–Dezember 1813) nach Lübeck zurück, und Kunhardt, dem der russische Konsul Karl von Schlözer noch einen russischen Pass hatte ausstellen können, musste nach Mecklenburg flüchten.
Nach seiner Rückkehr im Dezember 1813 nahm er seine Lehrtätigkeit ebenso wieder auf wie seine zahlreichen publizistischen Unternehmungen. Wegen eines Augenleidens musste er sich 1838 pensionieren lassen.  Im Ruhestand beschäftigte er sich mit philologischen Studien, insbesondere zu Herodot und Sophokles, über dessen Ödipus auf Kolonos er 1839 und 1840 eine Reihe von Anmerkungen in lateinischer Sprache  herausgab.
Kunhardt war seit 1801 verheiratet mit Anna Dorothea Richertz (1782–1831), der Tochter des Lübecker Bürgermeisters Georg David Richerz. Das Paar hatte 13 Kinder. Kunhardt wurde, offenbar mit einer Ausnahmegenehmigung der Stadt, in der Gruft des Lehrerkollegiums in der Katharinenkirche neben Mosche und Hermann beigesetzt. Dies war die letzte Beisetzung in der Kirche.

## Schriften
- Beiträge zur Geschichte der Universität Helmstädt und ihrer merkwürdigsten Männer, größtentheils aus dem Lateinischen zusammengetragen und geordnet. Helmstedt: Fleckeisen 1797
- I. Kants Grundlegung zur Metaphysik der Sitten in einer faßlichen Sprache dargestellt und ihrem Haupt-Inhalte nach geprüft. Lübeck und Leipzig: Bohn 1800 (Digitalisat) – Nachdruck: Bruxelles: Culture et civilisation 1981
- Sokrates als Mensch und Lehrer. 1802
- Anti-Stolberg oder Versuch die Rechte der Vernunft gegen Friedrich Leopold, Grafen zu Stolberg, zu behaupten, in Beziehungen auf dessen Geschichten der Religion Jesu Christi. Leipzig 1808
- C. Crispi Sallustii opera exceptis fragmentis omnia.

Band 1: Continens Bellum Catilinarium. Lübeck: Niemann 1809, 2. Auflage 1812 (Digitalisat)
Band 2:  Continens Bellum Iugurthinum. Lübeck: Nioemann 1810, 2. Auflage 1812
- Ideen über den wesentlichen Character der Menschheit und über die Grenze der philosophischen Erkenntnis. Leipzig 1813
- Das Friedensfest. Cantate von Professor Kuhnhard, in Musik gesetzt von Leopold Löwe. 1814

Digitalisat, Stadtbibliothek Lübeck
- Vaterländische Gesänge. Lübeck 1815
- Praktische Anleitung zum lateinischen Styl.

Erster Cursus. Lübeck 1816
Zweiter Cursus. Lübeck 1816 (Digitalisat)
- Darstellung des Lebens und Wirkens des am 19ten Dezember 1815 verstorbenen M. Christian Julius Wilhelm Mosche, Direktors der St,. Katharinenschule zu Lübeck, von seinem Mitlehrer an dieser Schule. Niemann, Lübeck 1817
- Platons Phädon: mit besonderer Rücksicht auf die Unsterblichkeitslehre erläutert und beurtheilt. Lübeck: Niemann 1817 (Digitalisat des Exemplars der Bayerischen Staatsbibliothek)
- Vorlesungen ueber Religion und Moral nebst einigen andern Schulvortraegen. Leipzig: Vogel 1818
- Aegyptens Welthandel und wissenschaftliche Anstalten unter den ersten Ptolemäern : eine historische Abhandlung; ... Herrn Johann Heinrich Kipp ... dessen feierlicher Einführung in den hochedlen Rath der freien Hansestadt Lübeck... / überreicht von Heinrich Kunhardt, Lübeck 1820
- Epistola ad G. Seebodium, qua vitae suae curriculum exposuit H. Kunhardt. in: Gottfried Seebode (Hrsg.): Archiv für Philologie und Pädagogik (1824), Heft 1. S. 34–59
- Denkmahl der Privatfeier des dritten Säkularfestes der von Dr. Johannes Bugenhagen gestifteten und am 19ten März 1531 eingeweiheten St. Katharinenschule in Lübeck. Lübeck 1831
- Martinus Lutherus libertatis Christianorum vindex, sive de vita meritisque Lutheri brevis narratio. Lübeck 1832
- Poetisches Denkbuch aus den Zeiten des Leids und der Freude, mit mancherlei Zugaben, der freien Hansestadt Lübeck gewidmet. Lübeck: Borchers 1839
- Commentationes de locis quibusdam veterum scriptorum aut difficilioribus aut aliqua de causa memorabilibus.

Band 1: In qua de Sophoclis Oedipo Coloneo disputare instituit. Lübeck 1838
Band 2:  In qua quae disputari coepta sunt de Sophoclis Oedipo Coloneo ad finem perducuntur . Lübeck 1840